# Vrtljivi most
Vrtljivi most je premični most, ki ima kot glavno strukturno podporo vertikalno locirano podporo in pripadajoč obroč, običajno na ali blizu težišča, v katerem se vodoravno obrača tečaj razponske konstrukcije, kot je prikazano na animirani sliki. Manjši vrtljivi mostovi kot jih najdemo na kanalih, se lahko zavrtijo samo na enem koncu, kot bi se odprla vrata, vendar zahtevajo močno podzemno strukturo za podporo tečaju.
V zaprtem položaju, vrtljivi most nosi cesto ali železnico preko reke ali kanala in omogoča prečkanje prometa. Kadar mora prečkati tak prometni objekt plovilo, se mora cestni promet ustaviti (običajno s prometno signalizacijo ali oviro), nato motorji zavrtijo most vodoravno okoli točke vrtenja. Tipični vrtljivi most se bo zavrtel za 90 stopinj ali eno četrtino kroga. Če je most, ki seka navigacijski kanal zgrajen pod poševnim kotom, se zavrti ustrezno manj, da sprosti kanal.

## Prednosti
- Ker ta vrsta ne zahteva protiuteži, je celotna teža bistveno zmanjšana v primerjavi z drugimi premičnimi mostovi.
- Če je na voljo dovolj plovnih kanalov za posamezne prometne smeri, je verjetnost trkov plovil manjša.
- Osrednja podpora je pogosto nameščena na bermi vzdolž osi vodotoka, ki je namenjena za zaščito mostu pred trki plovil, ko je most odprt. Ta umetni otok tvori odlično območje za gradnjo za izgradnjo premičnega razpona, ko gradnja ne bo ovirala prometa v kanalu.

## Pomanjkljivosti
- Pri simetričnem mostu osrednji opornik predstavlja nevarnost za plovbo. Asimetrični mostovi imajo podporo blizu ene strani kanala.
- Kjer širina kanala ni na voljo, se lahko velik del mostu zgradi nad kopnim.
- Širok kanal se zoži zaradi naprave za vrtenje in temelja.
- Ko je odprt, most ohranja svojo lastno težo kot uravnotežen dvojni previs, medtem ko je zaprt in v uporabi za promet, so premične obremenitve razdeljene kot par konvencionalnih paličnih mostov, ki zahtevajo dodatno togost v nekaterih členih, katerih obremenitev bo izmenično v tlaku ali tenziji.

## Primeri

### Albanija
- Most čez reko Bojano v Skadru.

### Argentina
- Puente de la Mujer, asimetrični vrtljivi most s poševnimi zategami namenjen pešcem v Buenos Airesu.

### Avstralija
- Most Pyrmont, Sydney, Avstralija. (Odprt 1902, zaprt za promet od 1988. Še vedno v uporabi kot most za pešce).
- Most Glebe Island, Sydney, Avstralija. (Odprt 1901. Tramvaj ukinjen, zaprto za promet od 1995; nadomestni most Anzac še vedno obstajala.).
- Most Victoria, Townsville, Queensland, Avstralija. (Odprt 1889, zaprta za promet 1975. Še vedno v uporabi za pešce.)
- Most Sale Swing, Sale, Victoria, Avstralija. (Odprt 1883, zaprta za promet v letu 2002, ponovno v brezhibnem stanju v letu 2006)
- Most Dunalley, Dunalley, Tasmanija še vedno v uporabi

### Belize
- Belize City Swing Bridge, Belize City, Belize. Najstarejši tak most v Srednji Ameriki in eden redkih z ročnim pogonom na svetu, še vedno v uporabi. (Obnovljen v 2000-ih.)

### Egipt
- Najdaljši vrtljivi most z razpetino 340 metrov, železniški most El Ferdan čez Sueški prekop..

### Francija
- Le pont tournant rue Dieu, preko kanala Saint-Martin v Parizu, je posebna lokacija v filmu Hôtel du Nord (1938) in značilnost otvoritvenega posnetka filma.

### Nemčija
- Most Kaiser-Wilhelm v Wilhelmshavenu, zgrajen leta 1907, z dolžino 159 m je eden največjih vrtljivih mostov v Evropi.

### Indija
- Most Garden Reach Road, v pristanišču Kalkuta, Kidderpore, Kolkata
- Most Poira-Corjuem, za GSIDC, Corjuem, Goa, Rajdeep Buildcon Pvt. Ltd.

### Irska
- Most Samuel Beckett, Dublin
- Most Seán O'Casey, Dublin
- Most Michael Davitt, okrožje Mayo
- Most Portumna, med okrožjem Galway in Tipperary

### Italija
- Ponte Girevole, Taranto (zgrajen leta 1887) – zelo nenavaden tip z dvema razponoma, ki ločujeta most sredini in se nagneta vstran od zunanjih koncev mosta. [1][2]

### Latvija
- Kalpaka Tilts, Liepāja, povezuje mesto z nekdanjim ruskim pristaniščem Karosta.

### Nizozemska
- "Abtsewoudsebrug" v Delftu, v okviru Tehnične univerze Delft.

Most ma kanalu med Ghentom (Belgija) in Terneuzenom (Nizozemska) pri Sas Van Gentu. 

### Nova Zelandija
- Most Kopu (originalno most Hauraki) čez reko Waihou, blizu Thamesa.

("swing bridge" na Novi Zelandiji se nanaša na fleksibilen most za pešce, ki se "guga" ko ga prečkaš. ))

### Panama
- Vrtljiv most na Gatunskih zapornicah za prečkanje ceste čez atlantsko stran Panamskega prekopa. Ta majhen most se zavrto na obe strani. Drugi večji most je pri zapornicah Miraflores na Pacifiški strani toda redko v uporabi, saj sta ga izpodrinila most Amerik in Puente Centenario.

### Ukrajina
- Most Varvarivskyi čez južni Bug v Mykolaivu, s 134 m najdaljši v Evropi. [5]

### Vietnam
- Most čez reko Han v Da Nangu je most s poševnimi zategami, ki se sredi noči zavrti, da omogoči prehod ladjam.

Še cela vrsta vrtljivih mostov se nahaja v Veliki Britaniji, Kanadi in Združenih državah Amerike.